# Gheorghe Tătărescu
Gheorghe I. Tătărescu (Târgu Jiu, 1886 — Bucareste, 28 de março de 1957), foi um político romeno que ocupou duas vezes o cargo de primeiro-ministro (1934 a 1937 e 1939 a 1940), três vezes o cargo de Ministro das Relações Exteriores (interino em 1934 e 1938 e nomeado de 1945 a 1947), e uma vez o cargo de Ministro da Guerra (1934). Representando a facção "jovem liberal" dentro do Partido Liberal Nacional (PNL), iniciou sua carreira política como um colaborador de Ion G. Duca, tornando-se conhecido por suas ideias anticomunistas.
Eleito membro honorário da Academia Romena em 1937, foi removido do seu assento pelas autoridades comunistas em 1948.